# Cappaboy Beg
Der Vier-Pfosten-Steinkreis von Cappaboy Beg (irisch An Cheapach Bhuí Bheag) liegt im Osten des Townlands, nordöstlich von Kealkill im County Cork nahe der Grenze zum County Kerry in Irland.
Vier-Pfosten-Steinkreise (engl. Four-poster stone circles), auch „Himmelsteinkreise“ genannt, sind quadratische oder rechteckige Steinsetzungen von vier (selten fünf) aufgerichteten Steinen, die nur auf den Britischen Inseln vorkommen, aber ungeachtet der eckigen Form als Kreis verstanden werden. Ausgrabungen haben gezeigt, dass es sich bei den eckigen Steinsetzungen um Reste ehemaliger Steinkreise handelt. Obwohl die exakte Datierung fehlt, werden sie für bronzezeitlich gehalten. Die Steine sind in der Regel in der Höhe abgestuft, mit dem höchsten Stein an der Südwest- oder Nordostecke. Ihre engsten Gegenstücke sind in Nordengland und Schottland zu finden.

## Beschreibung
Der Steinkreis bei Cappaboy Beg liegt auf der vermoorten Nordwestseite des Owvanetals. Die Steine bilden ein leichtes Trapez.
Der nordöstliche Stein ist ein etwa 1,3 m hoher, 1,1 m breiter und 0,7 m dicker Block. Er steht auf einer Linie mit dem 2,5 m entfernten südwestlichen Stein, der mit etwa 2,8 m Höhe und 0,7 m Breite und Dicke der größte im Kreis ist. Die anderen beiden Steine sind 0,95 m hoch und stehen etwa 0,7 m auseinander. Der Oststein ist etwa 0,6 m breit und 0,45 m dick. Der Weststein ist 0,55 m breit und 0,5 m dick.
Etwa 23 m südöstlich steht ein Menhir, ein Radial-stone Cairn liegt etwa 200 m nordöstlich und ein Steinpaar steht etwa 100 m südwestlich. Diese weniger zahlreichen Denkmäler sind in Datum und Funktion eng mit den Steinkreisen verbunden. Von den sechs in Irland identifizierten Beispielen liegen vier in West Cork, einer in Kerry und einer in Wexford.
Weitere Steinkreise und eine Steinreihe liegen westlich des Steinkreises.